# Mouvements en peinture
Un mouvement est dans le domaine artistique, et dans la peinture en particulier, un style de peinture qui diffère des autres soit pour des raisons esthétiques, soit en fonction de la technique picturale utilisée. Il s'agit d'un rapprochement d'artistes, revendiqué ou a posteriori, dont on peut reconnaître les caractéristiques visuelles.

## Caractéristiques
Il existe de très nombreux mouvements picturaux, leur nombre augmentant avec le temps pour culminer au XXe siècle[réf. souhaitée]. Un mouvement esthétique — comme le réalisme, le romantisme, l'impressionnisme — peut promouvoir une perception particulière du monde, une manière d'interpréter la réalité, mais aussi correspondre à la manière par laquelle un artiste peintre exprime les émotions.
Certains mouvements, tels que le pointillisme ou l'Action painting, sont étroitement associés à des techniques spécifiques, alors que d'autres regrouperont des techniques variées. En adoptant une manière de peindre ou d'appliquer la couleur, en fonction du choix des textures, des perspectives, ou la manière dont sont perçues les formes et les idées, l'artiste établit un ensemble de « règles »[réf. souhaitée]. Si d'autres artistes adoptent ces règles pour eux-mêmes, leur peinture s'inspire de ce « modèle » ce qui peu à peu fait naître un mouvement.

## Classification alphabétique
Les articles traitant spécifiquement d'un mouvement de peinture sont en italique.

### A
- Art académique
- Art abstrait
- Abstraction lyrique
- Art fractal
- Art immersif
- Action painting
- Aéropeinture
- Arte povera
- Arts and Crafts
- Art urbain
- Ash Can School
- Automatistes

### B
- Baroque
- Bauhaus
- Art brut
- Bad Painting

### C
- Caravagisme
- Art cinétique
- Classicisme
- Cobra
- Color Field painting
- Art conceptuel
- Art concret
- Art corporel (Body Art)
- Constructivisme
- Cubisme
- Cubisme analytique
- Cubisme orphique
- Cubisme synthétique

### D
- Dadaïsme
- Déconstructivisme
- Art déco
- De Stijl
- Divisionnisme

### E
- École de Barbizon
- École de Crozant
- École du Danube
- École de Lyon
- Expressionnisme
- Expressionnisme abstrait
- École de Londres

### F
- Fauvisme
- Art figuratif
- Figuration libre
- Figuration narrative
- Futurisme

### G
- Peinture gothique
- Graffiti
- Gutai
- Griffisme

### H
- Renaissance de Harlem
- Hyperréalisme

### I
- Impressionnisme
- Peinture informelle
- Intimisme

### L
- Luminisme

### M
- Maniérisme
- Minimalisme
- Modernisme
- Muralisme
- Marouflage

### N
- Nabi
- Art naïf
- Naturalisme
- Néo-classicisme
- Néo-expressionnisme
- Néo-géo
- Néoplasticisme
- Néo pop
- Peinture non figurative
- Art nouveau
- Nouveaux Fauves
- Nouveau réalisme
- Nouvelle figuration
- Nouvelle objectivité

### O
- Op art
- Orientalisme
- Orphisme
- Oupeinpo
- Outer-Art

### P
- Peinture non figurative
- Pittura Metafisica
- Pointillisme
- Pop art
- Postimpressionnisme
- Postmodernisme
- Précisionnisme
- Précubisme
- Art premier/Art primitif
- Préraphaélisme
- Primitivisme
- Purisme

### Q
- Art qadjar

### R
- Rayonnisme
- Réalisme
- Remodernisme
- Renaissance
- Rococo
- Romanistes
- Peinture romantique
- Art rupestre
- Art Résilience

### S
- Schématisme
- Shin-hanga
- Singulier (art)
- Stridentisme
- Stuckisme
- Sumi-e
- Suprématisme
- Surréalisme
- Symbolisme
- Synchromisme

### T
- Tachisme
- Ténébrisme
- Mouvement Trompe-l'œil/Réalité
- Trans-avant-garde

### U
- Ukiyo-e

### V
- Vermeulenisme
- Védutisme
- Vorticisme

### Y
- Yamato-e

## Classification dans le temps
La classification ci-dessous, correspond à la date d'apparition du mouvement.
- XIIIe siècle : Peinture gothique et peinture byzantine puis primitifs italiens
- XIVe siècle : Pré-Renaissance
- XVe siècle : Peinture de la Renaissance - Primitifs flamands
- XVIe siècle : Baroque - Caravagisme - École du Danube  - Maniérisme - Romanistes
- XVIIe siècle :  Ténébrisme - Ukiyo-e
- XVIIIe siècle : Néoclassicisme - Art qadjar - Rococo - Romantisme
- XIXe siècle : Arts and Crafts - École de Barbizon - Impressionnisme - Luminisme - École de Lyon - Nabi - Art naïf - Naturalisme - Art nouveau - Art académique - Pointillisme - Postimpressionnisme - Préraphaélisme - Réalisme - Symbolisme
- XXe siècle
  - Avant Seconde Guerre mondiale : Art abstrait - Art déco - Ash Can School - Bauhaus - Constructivisme - Cubisme - Cubisme analytique - Cubisme synthétique - Dadaïsme - Expressionnisme - Fauvisme - Futurisme - Renaissance de Harlem - Modernisme - Muralisme - Orphisme - Peinture non figurative - Nouvelle objectivité - Pittura Metafisica - Précubisme - Primitivisme - Purisme - Rayonnisme - Shin-hanga - Suprématisme - Surréalisme - Vorticisme
  - Après Seconde Guerre mondiale : Action painting - Arte povera - Automatistes - Art conceptuel - Art brut - Art immersif - Color Field painting - Cobra - Expressionnisme abstrait - Figuration libre - Figuration narrative - Graffiti - Gutai - Hyperréalisme - Peinture informelle - Minimalisme - Néo-expressionnisme - Nouveaux Fauves - Mouvement Trompe-l'œil/Réalité - Nouveau réalisme - Nouvelle figuration - Op art - Pop art - Postmodernisme - Schématisme - Art fractal - Art urbain - Stuckisme - Tachisme - Trans-avant-garde - Vermeulenisme]